# Lukaschowka (Kaliningrad)
Lukaschowka (russisch Лукашовка, deutsch Schmilgen, litauisch Smilgiai) ist ein verlassener Ort im Rajon Krasnosnamensk der russischen Oblast Kaliningrad.
Die Ortsstelle befindet sich sechs Kilometer nordwestlich der ehemaligen Kreisstadt Dobrowolsk (Pillkallen/Schloßberg). Nächstliegender bewohnter Ort ist das zweieinhalb Kilometer nordwestlich gelegene Saratowskoje (Groß Schorellen/Adlerswalde). Vor 1945 war der Ort Haltepunkt an der Bahnstrecke Tilsit–Stallupönen (Ebenrode).

## Geschichte

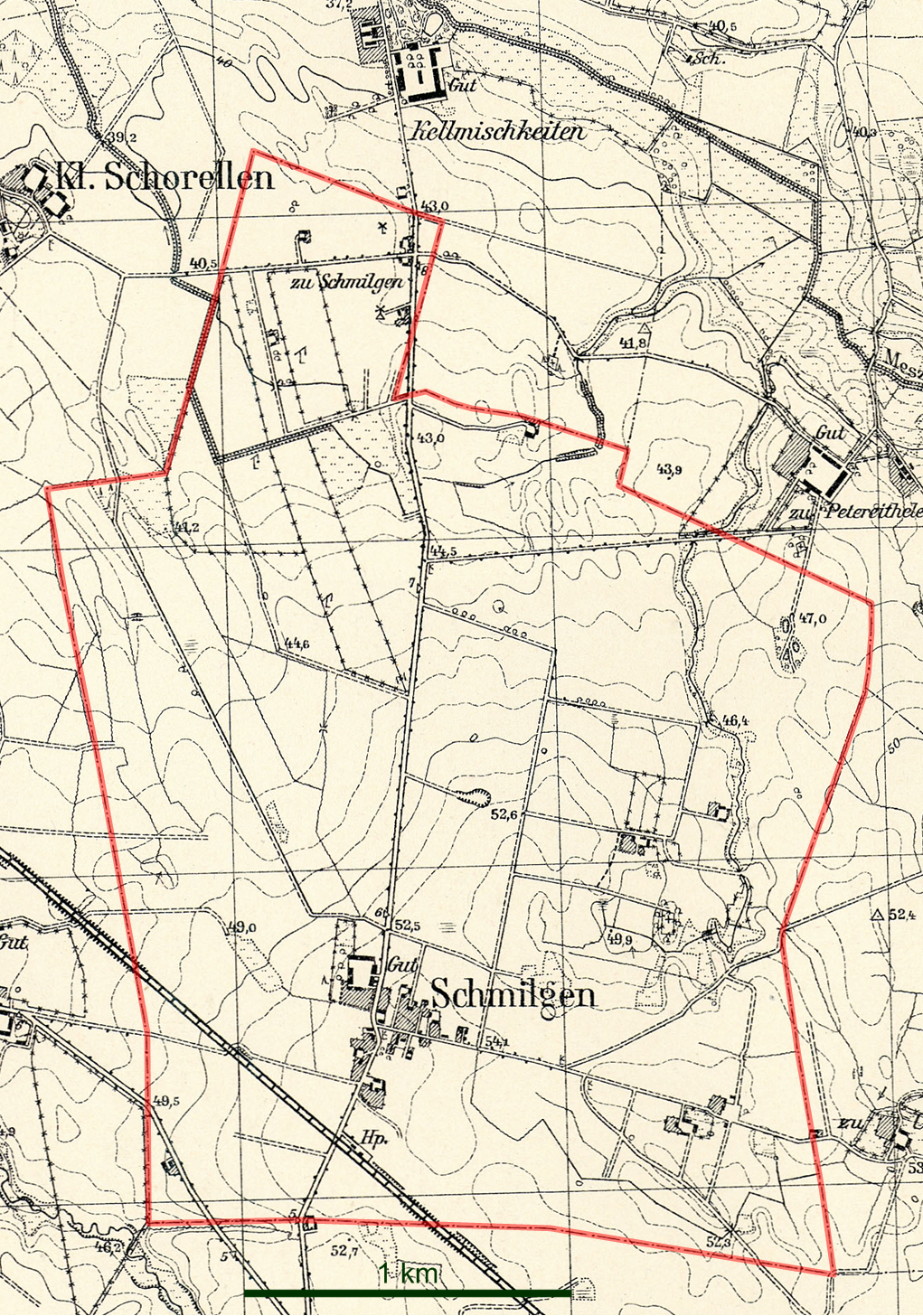
Die Gemeinde Schmilgen auf einem Messtischblatt von 1937 (vor der Angliederung des ehemaligen Gutsbezirks Kellmischkeiten)

Der Ort wurde erstmals 1580 als Neusiedlung Smilgen genannt. Schmilgen wurde im 18. Jahrhundert als meliertes Dorf bezeichnet. 1874 wurde die Landgemeinde Schmilgen Namensträger eines neu gebildeten Amtsbezirks im Kreis Pillkallen. 1937 wurde das Gut Kellmischkeiten (s. u.) mit dem Abbau Altona nach Schmilgen eingemeindet. Der Abbau Altona wurde fortan als Abbau II bezeichnet, zur Unterscheidung zum schon vorher zu Schmilgen gehörenden Abbau (Ortsteil zu Schmilgen), der nun Abbau I hieß.
1945 kam die Gemeinde Schmilgen in Folge des Zweiten Weltkrieges mit dem nördlichen Ostpreußen zur Sowjetunion. 1947 erhielt das eigentliche Schmilgen den russischen Namen Lukaschowka und wurde gleichzeitig dem neu gebildeten Dorfsowjet Nowouralski selski Sowet im Rajon Krasnosnamensk zugeordnet. Später gelangte der Ort in den Dobrowolski selski Sowet. Lukaschowka wurde vor 1988 aus dem Ortsregister gestrichen.
Der vormalige Abbau I erhielt 1950 eigenständig den russischen Namen Nisowoje. Er gehörte ebenfalls nachfolgend zum Nowouralski selski Sowet und zum Dobrowolski selski Sowet. Nisowje wurde vor 1975 aus dem Ortsregister gestrichen.

### Einwohnerentwicklung
| Jahr | Einwohner | Bemerkungen                                                         |
| ---- | --------- | ------------------------------------------------------------------- |
| 1867 | 310       |                                                                     |
| 1871 | 267       |                                                                     |
| 1885 | 247       |                                                                     |
| 1905 | 238       |                                                                     |
| 1910 | 248       |                                                                     |
| 1933 | 343       | Offenbar einschließlich Kellmischkeiten und Abbau Altona            |
| 1939 | 321       | Einschließlich Stubbenheide (Kellmischkeiten) und Abbau II (Altona) |

### Kellmischkeiten (Stubbenheide) / Sokol
Zunächst gab es an diesem Ort das Erbfreigut Grünheide, das 1768 im Zuge der Ödlandkolonisation unter Friedrich dem Großen auf Forstland gegründet wurde. 1818 gründete dessen Besitzer August Ferdinand Kelmischkeit in unmittelbarer Nachbarschaft das Gut Kel(l)mischkeiten. Seit 1857 war Grünheide in Kellmischkeiten mit einbezogen. 1874 wurde der Gutsbezirk Kellmischkeiten in den Amtsbezirk Schmilgen eingegliedert. Um 1900 wurde auf dem Gelände des Gutsbezirks der Abbau Altona (54° 51′ 19″ N, 22° 27′ 0″ O) eingerichtet. 1928 wurde der Gutsbezirk Kellmischkeiten an die Landgemeinde Klein Schorellen angeschlossen, 1937 dann aber in die Gemeinde Schmilgen (s. o.) eingegliedert. Dort wurde der Ortsteil Kellmischkeiten 1938 in Stubbenheide umbenannt (litauisch kelmas = Stumpf, Stubbe).
1950 erhielt Kellmischkeiten bzw. Stubbenheide wieder eigenständig den russischen Namen Sokol. Auch Sokol gehörte nachfolgend zum Nowouralski selski Sowet und zum Dobrowolski selski Sowet. Der Ort wurde vor 1975 aus dem Ortsregister gestrichen. Der ehemalige Abbau Altona gehörte laut Karte zuletzt noch zu Lukaschowka.

#### Einwohnerentwicklung
| Jahr | Einwohner | Bemerkungen                        |
| ---- | --------- | ---------------------------------- |
| 1867 | 99        |                                    |
| 1871 | 87        | Davon in der Eigenkate Grünheide 4 |
| 1885 | 126       | Davon in Grünheide 15              |
| 1905 | 92        | Davon in Altona 6                  |
| 1910 | 75        |                                    |
| 1925 | 88        |                                    |

### Amtsbezirk Schmilgen 1874–1945
Der Amtsbezirk Schmilgen wurde 1874 im Kreis Pillkallen eingerichtet. Er bestand zunächst aus zehn Landgemeinden (LG) und vier Gutsbezirken (GB).
| Name                  | Änderungsname von 1938 | Russischer Name nach 1945 | Bemerkungen |
| --------------------- | ---------------------- | ------------------------- | --- |
| Bärenfang (LG)        |                        | Kurganskoje               | |
| Birkenfelde (GB)      | Birkenhof (1928)       | Kustarnikowo              | seit 1928 LG |
| Blumenthal (LG)       |                        | Lugowoje                  | seit 1922, vorher im Amtsbezirk Baltruschehlen                                                                                  |
| Doblendszen (LG)      | Kayserswiesen          | Poscharskoje              | 1936 bis 1938: Doblendschen |
| Groß Schorellen (LG)  | Adlerswalde            | Saratowskoje              | ab 1940: Adlerswalde (Ostpr.)                                                                                                   |
| Karklauken (GB)       |                        |                           | 1928 zur LG Weidenfeld (ex Neudorf)                                                                                             |
| Kellmischkeiten (GB)  | Stubbenheide           |                           | 1929 zur LG Klein Schorellen |
| Klein Schorellen (LG) |                        |                           | 1937 aufgelöst, aufgeteilt auf die LG Groß Schorellen (das eigentliche Klein Schorellen) und die LG Schmilgen (Kellmischkeiten) |
| Klein Tullen (LG)     | Mittenwalde (1928)     | Schkolnoje                | |
| Neudorf (LG)          | Weidenfeld (1928)      | Woronzowo                 | |
| Plampen (LG)          | Dreibuchen             |                           | |
| Ragupönen (GB)        |                        | Meschduretschje           | 1928 zur LG Mittenwalde (ex Klein Tullen)                                                                                       |
| Salten (LG)           |                        | Losowoje                  | |
| Schmilgen (LG)        |                        | Lukaschowka               | |
| Stablauken (LG)       |                        | Filatowo                  | 1928 zur LG Birkenhof (ex GB Birkenfelde)                                                                                       |

1935 wurden die Landgemeinden in Gemeinden umbenannt. Im Oktober 1944 umfasste der Amtsbezirk Schmilgen noch die zehn Gemeinden Adlerswalde (Ostpr.), Bärenfang, Birkenhof, Blumenthal, Dreibuchen, Kayserswiesen, Mittenwalde, Salten, Schmilgen und Weidenfeld.

## Kirche
Schmilgen gehörte zunächst zum evangelischen Kirchspiel Pillkallen und seit 1903 zum evangelischen Kirchspiel Groß Schorellen.